# Na slupi
Na slupi (Na Slupi) je ulice v Praze 2, která prochází katastry Nové Město a Vyšehrad, malá část u Botiče se nachází v katastru Nusle.

## Historie
Ulice nese své pojmenování od dob svého vzniku. Podle jedné verze je pojmenována podle zařízení „slup“ na chytání ryb, druhá verze uvádí sloup k uctívání slovanského boha Svantovíta a podle další verze zde stál u Botiče dvorec, údajně na sloupech.

## Poloha a dopravní funkce
Ulice začíná (podle číslování domů) ve své jižní části u říčky Botiče u Ostrčilova náměstí v Nuslích a po celé její délce jí vede tramvajová trať.
- napojení ulice Horská
- světelná křižovatka s ulicí Svobodova, kde je i kolejová křižovatka tvaru T
- křižovatka s ulicí Albertov
- napojení ulice Botičská
- zastávka MHD Albertov
- napojení ulice Apolinářská
- zastávka MHD Botanická zahrada
- světelná křižovatka s ulicemi Vyšehradská a Benátská

Dál v přímém směru pokračuje ulice Vyšehradská ke Karlovu náměstí.

## Významné body v ulici
- Novoměstské hradby
- Železniční trať Praha–Plzeň
- Kostel Zvěstování Panny Marie Na trávníčku – čp. 450/4
- Klášter a nemocnice svaté Alžběty (Praha) – čp. 448/6
- Kostel Panny Marie Bolestné
- Penzion a lázně Na Slupi – čp. 434/8
- Botanická zahrada Univerzity Karlovy – čp. 433/16